# Liliana Bellone
Liliana Bellone (Salta, 1954) es una escritora, poeta y crítica literaria argentina. Por línea paterna, posee también la ciudadanía italiana.

## Biografía
Cursó sus estudios primarios en la Escuela Nacional N.º 339 de General Güemes y en la Escuela Nacional N.º 6 "Marcos Sastre" de Río Ancho, Cerrillos. Se recibió de Bachiller en 1971 en el Coleg. Santa Rosa de Viterbo de Salta e ingresó en 1972 en la Fac. de Filosofía y Letras de la Universidad Nacional de Tucumán, para obtener el título de Profesora en Letras en la Universidad Nacional de Salta en 1977, donde luego dio clases y ejerció la investigación. Fue docente en la Escuela Media y en el Nivel Superior. Publicó en los géneros poesía, novela, cuento, ensayo y teatro. Colabora con la Revista Casa de las Américas y otras publicaciones de crítica literaria. En 1993 obtuvo el Premio Casa de las Américas de Cuba por su novela "Augustus" que fue editado en La Habana ese año. En 2020 ganó el Premio Novelas Ejemplares de Universidad Castilla  La Mancha y Editorial Verbum de Madrid por su novela "El libro de Letizia.  Novela de Capri" editado por Verbum y traducido en Italia como "Il libro di Letizia.Romanzo di Capri" por Oedipus Ediciones de Salerno/Milán,  al igual que otros libros suyos. Editorial Marlin de Italia publicó " Il Mistero di Puccini" en 2024, presentado en la Universidad de Roma Tre, Instituto Cervantes de Napoles, Libreria Mondadori de Cava de' Tirreni , Universidad de Salerno, Circolo Amerindiano de Salerno, Perugia, Comuna de Sarno, Angri y otras instituciones.   
Se han realizado seminarios y tesis sobre su obra en universidades de Argentina  e  Italia.  
Fue nombrada Profesora Honoraria el 4 de octubre de 2021 por la Facultad de Humanidades y Artes de la Universidad Nacional de Rosario, Argentina. 
Dio cursos y conferencias en universidades e instituciones de Argentina,  Bolivia, Cuba, España e Italia. Autora de decenas de artículos publicados en diarios y revistas especializadas.
Actuó como Jurado en los Premios de la Provincia, Secretaria de Cultura de la Nación, Fondo Nacional de las Artes, Universidad Castilla-La Mancha, Casa de las Américas de Cuba, etc.
Sus novelas trabajan diversos temas, desde el exilio político, la censura y la escritura, hasta el fenómeno de la inmigración y la identidad italiana. Su libro de cuentos En busca de Elena trata sobre la fotógrafa argentina Elena Hossman. Su novela Eva Perón, alumna de Nervo trata sobre los últimos días en la vida de Eva Perón.
Está casada con el escritor y psicoanalista Antonio Gutiérrez, con quien tiene una hija.

## Obras

### Novelas
- Augustus (1993), La Habana: Casa de las Américas. (1994), Salta: Ediciones Retorno, (1999) Salta, del Robledal ISBN 902854317
- Fragmentos de siglo (1999).
  - Traducido al italiano como Frammenti di un secolo por Editorial Oedipus.
- Las viñas de amor (2008).
- Eva Perón, alumna de Nervo (2010).
  - Traducido al italiano como Eva Perón, allieva di Nervo por Editorial Oedipus.[6]
- Dafne y el crimen de la montaña (2019).
- Puccini. La biografía americana. Madrid: Verbum (2019). Traducido y editado en Italia como  Il Mistero di Puccni por Editorial Marlin (2024).
- El libro de Letizia. Novela de Capri. Madrid: Verbum (2020). Traducido al italiano como Il libro di Letizia. Romanzo di Capri, Oedipus,2021.
- Rosa de Guayaquil, Madrid: Verbum (2022).
- ENSAYO
- Mujeres, novela y política en Jorge Luis Borges, en coautoría con Antonio Ramón Gutiérrez, Madrid: Verbum, 2021.

Chivilcoy. Tras los pasos perdidos de Julio Cortázar. Buenos Aires: El Mono Armado, 2022'

### Cuentos
- De amores y venenos (1998), Salta: Ediciones del Robledal. ISBN 9879682246.
- De la remota Persia y otros cuentos (2004).
- En busca de Elena (2017), Buenos Aires: Editorial Nueva Generación. ISBN 9789871395743.
  - Traducido al italiano como Sulle trace de Elena, por Editorial Oedipus.[7]
- El rey de los pájaros (1992).
- El jardin de Evita (2022).

### Poesía
- Retorno (1979).
- Convergencia (1986)
- Voluntad y otros poemas (1993).
- Elegía en primavera (1988).
- El cazador (1991).
- La travesía del cuerpo (1992).
- Cuadernos de poesía (1996)
- Psique (2006)
- Febrero (2006)
- El Pez (2017).
- Las cuatro estaciones (2024)
- Rota Virgilii (2024)
- El viejo buho (2024)

## Teatro
- ... Y sonaba el minué (2010).

## Premios
Imternacionales:
- Premio Casa de las Américas (1993) por su novela Augustus.
- VI Premio Internacional de Narrativa Novelas Ejemplares (2020) de la Facultad de Letras de la Universidad de Castilla-La Mancha, por su obra El libro de Leticia[8]
- Premio " Caro Nino ti scrivo". Sarno. Italia.

Nacionales:
Premio Provincial de Poesía (1977).
Premio Provincial de Teatro (2010).
Premio de Poesía Universidad Nacional de Salta(1975), Premio Internacional de Cuento Homenaje a J.L.Borges Fund. Givre y Fondo Nacional de las Artes (1978), Fundación Steinberg para la Mujer (1978), Fundación Argentina para la Poesía en 2013 y 2022.